# Mitiúrine
Mitiúrine (en (ucraïnès): Митюрине) és un poble (un possiólok) de la República Autònoma de Crimea a Ucraïna, que el 2014 tenia 10 habitants. Pertany al districte rural de Djankoi.